# Belín
Belín – wieś (obec) na Słowacji położona w kraju bańskobystrzyckim, w powiecie Rymawska Sobota. Pierwsze wzmianki o miejscowości pochodzą z roku 1349. 
Według danych z dnia 31 grudnia 2012, wieś zamieszkiwało 205 osób, w tym 100 kobiet i 105 mężczyzn.
W 2001 roku rozkład populacji względem narodowości i przynależności etnicznej wyglądał następująco:
- Słowacy – 65,7%
- Czesi – 0,58%
- Węgrzy – 32,56%

Ze względu na wyznawaną religię struktura mieszkańców kształtowała się w 2001 roku następująco:
- Katolicy rzymscy – 79,65%
- Ewangelicy – 3,49%
- Ateiści – 10,47%
- Nie podano – 1,74%